# Тайюань
Тайюань (китайська: 太原; піньїнь: Tàiyuán; мандаринська вимова: [tʰâɪ.ɥɛ̌n]; також відомий як Bīng (并), Jìnyáng (晋阳)) - столиця і найбільше місто провінції Шаньсі,  Китайської Народної Республіки . Тайюань є політичним, економічним, культурним та міжнародним центром обміну  центру провінції Шаньсі. Це промислова база, що спеціалізується на енергетиці та важкій хімії.  "Протягом своєї довгої історії Тайюань був столицею або тимчасовою столицею багатьох династій у  Китаю, звідси і назва Ленчен (龙城 ; Місто Дракона).
Станом на 2021 рік місто буде керувати 6 районами, 3 повітами і прийматиме місто повітового рівня із загальною площею  6 988 квадратних кілометрів і постійним населенням 5 390 957 осіб . 
Тайюань розташований приблизно в центрі Шаньсі, з річкою Фен, що протікає через центральну частину міста.
Тайюань належить до теплого помірного континентального мусонного клімату, з довгою, сухою і холодною зимою, спекотним і вологим літом, короткою і вітряною весною та осінню, а також чіткими сухими і вологими сезонами. 

## Етимологія та назви
Два китайські ієрогліфи в назві міста — 太 (tài, «Велика») та 原 (yuán, «Рівнина») — вказують на місце, де річка Фен залишає гори і виходить на відносно пласку рівнину.  Протягом своєї довгої історії місто мало різні назви, в тому числі Бінчжоу (并州) (від якого походить скорочена одноієрогліфічна назва міста Бінг ((并), є похідним), Цзіньєн (晋阳) та Лонгнен (龙城)
За часів династії Тан і наступних П'яти династій, статус міста Тайюань був підвищений до статусу Північної столиці, звідси назва Бейді (北都), а також Бецзін (北京, відрізняється від сучасного Пекіна).

## Історія
Тайюань - стародавнє місто з більш ніж 2500-річною міською історією, що починається з 497 року до нашої ери. Воно було столицею або вторинною столицею (陪都, 别都) Чжао, Колишньої Цинь, Східної Вей, Північної Цинь, Північної Цзінь, Пізньої Тан, Пізньої Цзінь, Пізньої Хань, Північної Хань. Його стратегічне розташування та багата історія зробили Тайюань одним з економічних, політичних, військових і культурних центрів Північного Китаю.

### Історія до династії Цинь
Приблизно з 859 р. до н. е. територія навколо сучасного Тайюаня була зайнята народом Жун. У 662 р. до н. е. народ Рун був вигнаний народом Ді.
У період Чуньцю на південь від Тайюаня виникла держава Цзінь. У 541 році до н. е, армія Цзінь на чолі з генералом (荀吴) вигнала племена Ді, і Тайюань став частиною держави Цзінь.
У 497 р. до н. е. перше стародавнє місто Цзіньян було побудоване навколо південного району Цзіньюань сучасного Тайюаня, Дун Анью (董安于), який був управителем Чжао Цзяньцзи [zh] (赵鞅), чиновника вищого рівня держави Цзінь.
Під час битви при Цзіньяні в 453 р. до н. е. Чжі Яо перенаправив потік річки Фен, щоб затопити місто Цзіньян, що спричинило значні збитки місту Цзіньян, а це в свою чергу завдало значної шкоди Чжао. Пізніше Чжао Сяньцзи попередив Вела і Хань, які вирішили вступити в союз з Чжао. В ніч на 8 травня 453 р. до н. е. війська Чжао прорвали греблі на річці Фен і дозволили річці затопити війська Чжі, і врешті-решт знищили армію Чжі, за  допомогою Вей і Хань.
Поділ Цзінь стався в 403 р. до н. е., коли держава Цзінь, на той час сильна держава в Північному Китаї, була розділена на три менші держави: Хань, Чжао і Вей.
Ця подія стала вододілом між періодами Весни і Осені та Воюючих держав в історії Китаю. Цзіньян був обраний Чжао Цзі столицею держави Чжао. Пізніше столиця Чжао була перенесена до міста Хандань у сучасний Хебей.

### Династія Цинь
У 248 році до н.е. держава Цинь напала на Чжао під командуванням генерала Мен'ао і отримала територію навколо Цзіньян від Чжао. Цинь створила Командування Тайюань (太原郡), адміністративним центром якого стало місто Цзіньян. Хоча назва Тайюань з'являлася в історичних записах і раніше, потенційно посилаючись на різні регіони в сучасній південній і центральній частині Шаньсі, це був перший випадок, коли Тайюань було офіційно використано для позначення сучасного Тайюаня. 
У 246 р. до н.е. в Цзіньяні відбулося повстання, яке було швидко придушене Мен'ао.
У 221 р. до н.е. Цинь завоювала решту Китаю і офіційно започаткувала першу імператорську династію Китаю.
Цинь заснував на своїй території тридцять шість воєводств, і Тайюань був одним з них. Крім того, столицею намісництва Тайюань було місто Цзіньян.

### Династія Хань і Три царства
У 206 році до н.е. імператор Ґаоцзу Лю Бан заснував династію Хань. У цей період адміністративна система воєводств Цінь була скасована, два воєводства Тайюань і Яньмень були об'єднані у васальну державу Хань (韩国) під владою ханьського короля Сінь (韩王信).
Пізніше ханьський король Сінь переніс столицю з Цзіньяна до Майї (сучасний Шуочжоу) зі схвалення схвалення імператора Ґаоцзу. Однак, ханьський король Сінь вступив у змову з Сюнну проти Ґаоцзу і нападав на Хань протягом багатьох років. У 196 році до н.е. ханьського короля Сінь було вбито після того, як він програв битву. І васальна держава Хань була замінена васальною державою Дай, з Цзіньян як адміністративним центром Дай. 
Під час бурхливої епохи Троєцарства, населення Тальюань значно скоротилося через постійні війни. Тайюань перебував під владою Гунсунь Цзань, Юань Шао, а потім Цао Цао, а згодом був  частиною Цао Вей.

### Династія Цзінь і Шістнадцять королівств
За часів династії Цзінь, Тайюань знову перетворився на васальну державу. Після закінчення правління династії Цзінь, етнічні меншини заснували низку недовговічних суверенних держав на півночі Китаю, які зазвичай називають Шістнадцятьма королівствами. Тайюань входив до складу колишньої Чжао, пізнішої Чжаньго, Колишньої Цинь, Колишньої Янь, знову Колишньої Цинь, Західної Янь та Пізньої Янь у хронологічному порядку. 
У 304 році Лю Юань, заснував державу Хунну "Колишнє Чжао", чия армія роками здійснювала набіги на територію навколо Тайюаню протягом багатьох років і врешті-решт здобула Тайюань у 316 році. 
У 319 році, Тайюань увійшов до складу Пізнішого Чжао, заснованої Ши Ле. Пізніше Тайюань був захоплений колишньою Янь у 358 році. Колишній Цінь був заснований Фу Цзяном у 351 році зі столицею Чан'ань.
Фу Цзянь помер у 384 році. Його син Фу Пі оголосив себе імператором у 385 році зі столицею в Цзіньян (центральне місто Тайюань) столицею. Але наступного року Фу Пі зазнав поразки від західнояньського принца Муронга Юн у 386 році, і Тайюань став частиною Західної Янь. У 394 році Тайюань був завойований пізньояньською армією Янь.

### Південні та Північні династії
У 386 році Туоба Гуй заснував Північну Вей. У 396 році Північний Вей розширився до Тайюаня.
У 543 році Ґао Хуань заснував Східну Вей зі столицею в місті Є, і Тайюань як альтернативну столицю (别都), де знаходився особняк «Великого канцлера» Ґао Хуана (大丞相府).
У 550 році Північна Ці була заснована Ґао Яном, який підтримав вибір свого батька Ґао Хуаня Тайюаня як альтернативної столиці. Буддистські Тяньлуншаньські гроти Тайюаня почали будуватися в цей період, і продовжували протягом багатьох століть після цього.
У 577 році Тайюань був завойований і став частиною Північного Чжоу.

### Династія Суй
У 581 році імператор Вень з Суй заснував династію Суй. Цзіньян спочатку був адміністративним центром Бін Чжоу (并州), який був перетворений на комендатуру Тайюань.
У 617 році Лі Юань підняв повстання, яке базувалося в Тайюані, і швидко розширилося. 

### Династія Тан
У 618 році Лі Юань заснував династію Тан, яка зазвичай вважається золотим віком китайської цивілізації. Тайюань значно розширився під час правління династії Тан, частково тому, що Тайюань був військовою базою імператорів-засновників Лі Юаня та Лі Шиміня.
Як писав Лі Шимінь у 619 році: "Тайюань - основа імператорського режиму і основа держави". (太原，王业所基，国之根本)"
У 690 році У Цзетянь визначив Тайюань Північною столицею (北都; Бейду), однією з трьох столиць, поряд з  Чан'ань і Лоян, як це зображено у вірші Лі Бая: "Цар Небесний має три столиці, 
Північна столиця - одна з них". (天王三京，北都居一).
У 742 році нашої ери імператор Танської династії Сюаньцзун змінив його  назву на Пекін (北京). Під час правління династії Тан титул "Північна столиця" Тайюань надавався або скасовувався кілька разів.

### П'ять династій і десять королівств
У 923 році Лі Цуньсю, син Лі Кейонга, заснував Пізню Тан зі столицею в Даміні, незабаром завоював більшу частину Північного Китаю і покінчив з Латер Лян. Пізніше Лі Цуньсю переніс столицю з Даміня до Лояна, а Тайюань було призначено тимчасовою столицею під назвою «Бейду» (北都, буквально «Північна столиця»).
У 936 році Ши Цзінтан заснував Пізню Цзінь у Тайюані за допомогою киданської династії Ляо. Наступного року Ши Цзінтан переніс столицю з Тайюаня до Лояна, а потім до Кайфена, і Тайюань знову став тимчасовою північною столицею («Пекін»).

### Династія Сун
Чжао Куаньїнь (імператор Тайдзу Сун) заснував династію Сун і розпочав кампанію возз'єднання Китаю. Використовуючи боротьбу за владу при дворі Північної Хань, Тайцзу виступив проти нього наприкінці 968 року.
На початку 969 року його армії оточили Тайюань і розгромили підкріплення, надіслані киданями. Однак спроба затопити місто провалилася. Через три місяці облогу було знято, оскільки сильні дощі спричинили захворювання армії, що облягала, припаси закінчувалися, а інші сили допомоги киданям просувалися до міста. Тайдзу розпочав друге вторгнення в Північну Хань у вересні 969 року, але армії були відкликані після його смерті (14 листопада 969 року).
Брат Тайдзу Тайцзун підкорив останні незалежні королівства на півдні Китаю до 978 року, а в 979 році розпочав третю кампанію проти Північної Хань та її правителя, держави Кидань Ляо.
Використовуючи північно-західний шлях замість південного (використаного в попередніх кампаніях), армії Тайцзуна розгромили основні сили Ляо. Ізольована Північна Хань, чинила опір лише п'ятнадцять днів, перш ніж здатися. На відміну від м'якої політики свого брата, Тайцзун жорстоко поводився з містом.
Він наказав затопити Тайюань, випустивши річку Фен, і підпалив місто. Статус колишньої столиці було знижено з префектури до повітового міста.
Лише в 982 році на берегах річки Фен було засновано нове місто. Найстарішою існуючою будівлею в Тайюані сьогодні є Храм Богині (спрощена китайська: 圣母殿; традиційна китайська: 聖母殿) всередині комплексу Jin Ci. Спочатку він був побудований у 1023 році та реконструйований у 1102 році.
З 1027 року один із двох приватних ринків тангутських товарів, зокрема солі, діяв у Тайюані. У період Сун багато людей, включаючи сім'ю канцлера Ван Аньші, мігрували на південь.

### Династія Цзінь
Династія Чжурчжень Цзінь була заснована в 1115 році, а в 1125 році Тайюань був завойований Цзінь.

### Династія Юань
Монгольська імперія виникла в 1206 році під керівництвом Чингісхана і швидко розширювалася. У 1218 році Тайюань був завойований монгольською армією на чолі з генералом Мухалі. Хубілай-хан заснував династію Юань у 1271 році, і адміністративний район Тайюань Лу (太原路) був розширений.
Даоські гроти Луншань були побудовані на початку династії Юань, ініційовані даоським ченцем Сун Дефан (宋德芳).

### Династія Мін
У 1368 році імператор Хунву заснував династію Мін, і Тайюань був отриманий від Юаня генералом Сюй Да.
Династія Мін встановила дев'ять військових гарнізонів для захисту північної території під час правління Чжу Ютан, до складу яких входив гарнізон Тайюань (太原镇).
Шаньсійські купці стали видатними в історії китайського бізнесу з початку династії Мін, завдяки матеріально-технічним потребам військових навколо кордонів північного Шаньсі, для захисту Мін від залишків монгольської Династії Північного Юаню.
Наприкінці періоду династії Мін лідер повстанців Лі Цзичен завоював Тайюань, і Тайюань тимчасово став частиною Великого Шунь у 1644 році.

### Династія Цин
У 1644 р. Шуньчжі заснував Династію Цін і розгромив Велику Шуньську армію в Тайюані того ж року.
Під час династії Цін міжнародна торгівля з Росією, особливо чаєм, а також створення та розвиток так званих грошових банків, або Пяохао, сприяли тому, що центральний басейн Шаньсі став фінансовим центром Китаю Цін. Навіть незважаючи на те, що більшість із цих Пяохао були розташовані в різних сусідніх округах Ці, Тайгу та Юйці, Тайюань став значним торговим центром завдяки своєму політичному та економічному статусу в Шаньсі.
У 1900 році сталася різанина в Тайюані, під час якої було вбито кілька західних місіонерів.

### Китайська Народна Республіка
Воєначальник Янь Сішань утримував контроль над Шаньсі від Синьхайської революції 1911 року до кінця Громадянської війни в Китаї в 1949 році. Тайюань процвітав як центр порівняно прогресивної провінції і зазнав значного промислового розвитку. Він був пов'язаний залізницею як з далеким південним заходом Шаньсі, так і з Датуном на півночі. До кінця громадянської війни в Китаї в 1949 році арсенал Яна в Тайюані був єдиним заводом в Китаї, достатньо розвиненим для виробництва польової артилерії. Оскільки Яну вдалося утримати Шаньсі від участі в більшості великих битв між ворогуючими воєначальниками, що відбувалися в Китаї протягом 1910-х і 1920-х років, Тайюань ніколи не був відібраний у Яна загарбницькою армією, аж поки японці не завоювали його в 1937 р.
Янь усвідомлював загрозу, яку становили японці; і, щоб захиститися від японського вторгнення в Шаньсі, що насувалося, Янь уклав таємну угоду про "єдиний фронт" з комуністами в листопаді 1936 року. Після укладення союзу з комуністами він дозволив агентам Чжоу Еньлая заснувати таємну штаб-квартиру в Тайюані. Під гаслом "опору ворогу і захисту землі" Янь намагався залучити до свого уряду молодих патріотично налаштованих інтелектуалів з усього Китаю. До 1936 року Тайюань став місцем збору антияпонської інтелігенції, яка втекла з Пекіна, Тяньцзіня та Північно-Східного Китаю. Представник японської армії, говорячи про останню оборону Тайюаня, сказав, що "ніде в Китаї китайці не билися так завзято".
Від японської окупації Тайюаня до капітуляції Японії в 1945 році японці продовжували експлуатувати промисловість і ресурси Тайюаня для забезпечення японської армії. Після того, як японська армія в Шаньсі капітулювала перед Янь Сішанем, 10 000-15 000 японських солдатів, серед яких були як солдати, так і офіцери, вирішили воювати за Янь, а не повертатися до Японії. Янь також продовжував користуватися послугами досвідчених японських техніків, які отримали іноземну освіту, та професійного персоналу, привезеного японцями до Тайюаня для управління комплексом галузей промисловості, які вони розвинули навколо Тайюаня.
Тайюань був останнім районом Шаньсі, який чинив опір комуністичному контролю на заключних етапах Громадянської війни в Китаї. Місто було захоплене комуністами 22 квітня 1949 року, після того, як вони оточили Тайюань і відрізали його від усіх засобів наземного і повітряного постачання, а взяття міста вимагало підтримки 1300 одиниць артилерії. Багато націоналістичних офіцерів покінчили життя самогубством, коли місто впало перед комуністичною армією.

## Географія
Тайюань лежить на річці Фен на півночі її родючого верхнього басейну. Місто розташоване в центрі провінції з протяжністю зі сходу на захід 144 км (89 миль) і з півночі на південь 107 км (66 миль). Через нього проходить шлях з півночі на південь, а також важливі природні транспортні шляхи через гори Тайханшань до Хебею на сході і до північного Шеньсі на заході.

### Природні ресурси
Тайюань багатий на природні ресурси, такі як вугілля, залізо, мармур, кремнезем, боксити, вапняк, графіт, кварц, фосфор, гіпс, слюда, мідь і золото. Він може похвалитися високим виробництвом вугілля, заліза, кремнезему та мармуру. Західне місто-супутник Гуцзяо є найбільшим місцем видобутку металургійного вугілля в Китаї. Серед дерев у Тайюані переважають хвойні ліси, сосна, біла сосна, ялина та кипарис.

### Навколишнє середовище
Площа муніципалітету Тайюань становить 6 988 км2 (2 698 кв. миль). У 2007 році площа лісів у Тайюані становила 146 700 га, а загальна площа пасовищ - 422,5 км2 (163,1 кв. миль). У 2015 році показник лісистості шести міських районів збільшився до 21,69%.

Тайюань має семіаридний клімат (кліматична класифікація Кеппена BSk). Тайюань має помірний мусонний клімат. Весна суха, з періодичними пиловими бурями, за якими слідують хвилі ранньої літньої спеки. Літо, як правило, тепле або спекотне, більшість опадів випадає в липні та серпні. Зима довга і холодна, але суха і сонячна. Через посушливість спостерігаються значні добові коливання температури, за винятком літа. Завдяки помірно великій висоті над рівнем моря тут набагато прохолодніше, ніж у містах, розташованих на порівнянній широті, наприклад, у Шицзячжуані. Середньомісячна 24-годинна температура коливається від -5,0 °C (23,0 °F) у січні до 24,0 °C (75,2 °F) у липні, тоді як середньорічне значення становить 10,42 °C (50,8 °F). Щомісячний відсоток можливого сонячного сяйва коливається від 51% у липні до 61% у травні, тобто на рік припадає 2 502 години сонячного сяйва.
| Клімат Тайюань          | Клімат Тайюань | Клімат Тайюань | Клімат Тайюань | Клімат Тайюань | Клімат Тайюань | Клімат Тайюань | Клімат Тайюань | Клімат Тайюань | Клімат Тайюань | Клімат Тайюань | Клімат Тайюань | Клімат Тайюань | Клімат Тайюань |
| Показник                | Січ.           | Лют.           | Бер.           | Квіт.          | Трав.          | Черв.          | Лип.           | Серп.          | Вер.           | Жовт.          | Лист.          | Груд.          | Рік            |
| Абсолютний максимум, °C | 12             | 17             | 22             | 32             | 36             | 35             | 38             | 36             | 36             | 27             | 21             | 13             | 38             |
| Середній максимум, °C   | 1              | 3              | 10             | 18             | 24             | 27             | 28             | 27             | 22             | 17             | 8              | 1              | 16             |
| Середня температура, °C | −5             | −1             | 4              | 12             | 17             | 21             | 23             | 22             | 17             | 11             | 3              | −3             | 10             |
| Середній мінімум, °C    | −11            | −7             | −1             | 5              | 11             | 15             | 18             | 17             | 11             | 5              | −2             | −9             | 4              |
| Абсолютний мінімум, °C  | −21            | −20            | −13            | −6             | 1              | 6              | 11             | 7              | 0              | −6             | −16            | −26            | −26            |
| Норма опадів, мм        | 0              | 0              | 10             | 20             | 30             | 40             | 110            | 100            | 50             | 20             | 10             | 0              | 420            |
| ----------------------- | -------------- | -------------- | -------------- | -------------- | -------------- | -------------- | -------------- | -------------- | -------------- | -------------- | -------------- | -------------- | -------------- |
| Джерело: Weatherbase    |                |                |                |                |                |                |                |                |                |                |                |                |                |

### Забруднення повітря
Тайюань страждав від сильного забруднення повітря, особливо в 1990-х роках і першому десятилітті 21 століття, і одного разу навіть потрапив до списку десяти найбільш забруднених міст світу. Останнім часом якість повітря поступово покращується завдяки підвищенню обізнаності громадськості щодо контролю за якістю повітря, а також суворішим і детальнішим правилам щодо забруднення, що застосовуються. Однак, згідно зі статистичним збірником 2014 року, виданим Національним бюро статистики, хоча Тайюань більше не належить до найзабрудненіших міст Китаю, якість атмосферного повітря в ньому все ще нижча за середню порівняно з іншими великими китайськими містами. Дослідження 2019 року підрахувало, що в 2016 році в місті було 228 000 домогосподарств, які спалювали вугілля, спаливши загалом 1 096 000 тонн лише за той рік. Автори дослідження припустили, що місцева влада повинна зробити більше для переходу від вугільної енергії до газової, забезпечити більше електричної опалювальної інфраструктури та перейти на більше відновлюваних джерел енергії.  В останні роки місто вжило подальших заходів для боротьби із забрудненням повітря, створивши у 2017 році "зону, вільну від вугілля" площею 1 460 км2. Ця зона забороняє більшості людей та організацій купувати, продавати, зберігати, транспортувати, спалювати або використовувати вугілля. У 2019 році міська влада Тайюаня дещо розширила розмір цієї зони до 1 574 км2.

## Демографічні показники
За даними перепису 2020 року, загальна чисельність населення префектури Тайюань становила 5 304 061 жителя на 6 959 км2 (2 687 кв. миль), з яких 4 529 141 житель проживав у 6 міських округах на 1 460 км2 (560 кв. миль).

## Економіка
Відповідно до економічної експансії Китаю протягом 2010-х років, економіка Тайюаня демонструє стабільне зростання в останні роки. У 2018 році ВВП Тайюаня становив 388,450 млрд юанів, що більш ніж удвічі більше, ніж у 2010 році. Наявний дохід на душу населення у 2018 році становив 31,031 юань, що на 7,2% більше, ніж у 2017 році. У 2015 році Тайюань імпортував товарів на суму 4,085,130 млн доларів США, а експортував на суму 6,592,250 млн доларів США. Первинна, вторинна та третинна промисловість Тайюаня коштувала 3,9 млрд юанів, 105,2 млрд юанів та 132,2 млрд юанів відповідно у 2007 році. Шаньсі видобуває чверть китайського вугілля, і Тайюань є місцем розташування Китайського центру вугільних транзакцій Тайюань, який розпочав торгівлю в 2012 році.